# Ненад Станкић
Ненад Станкић (Крагујевац, 8. јануар 1978. године) је српски фрулаш и дипломирани математичар-информатичар.

## Биографија
Основну школу је завршио у Саранову, средњу електотехничку у Рачи, а Природно- математички факултет, одсек математика-информатика у Крагујевцу. Свирање фруле је учио од најбољих фрулаша у Србији: Верољуба Којадиновића, Милинка Ивановића, Митра Васића и маестра Боре Дугића. Захваљујући својим учитељима и сам је постао учитељ фруле. У делу „Трактат о фрули“, маестро Бора Дугић каже: 
„Поменућемо и једног учитеља, који је изабрао сенку као станиште, да би се на сцени појавио ђак. Као садашњи учитељ фруле и педагог, Ненад Станкић, иначе професор математике, показао је велики педагошки успех учећи Милоша Томића и друге младе фрулаше. Надамо се да ће своју племенитост и стрпљење подарити и другим талентованим младим људима.“ 
Био је члан КУД „Абрашевић“ из Крагујевца, КУД „СКЦ“ из Крагујевца, КУД „Филип Вишњић“ из Раче, а тренутно је активни члан КУД „Шумадија “ из Горњег Милановца. Био је члан великог броја народних оркестара са којима је остваривао успешну сарадњу, снимао ТВ емисије и одржао стотињак концерата широм света.
Вишеструки је добитник награда на такмичењу фрулаша Србије „Ој, Мораво“ које се сваке године организује у Прислоници код Чачка, на којима је заједно са својим учеником Милошем Томићом четири пута победио у категорији дуета, због чега су добили Мајсторско писмо-категорија дуета. Такође, добитник је Мајсторског писма-категорија солисте на Палама, Република Српска, где је три пута победио. Добитник је прве награде (2001. године), као и награде публике (2000. године)  на фестивалу „Златна фрула српског Балкана“ који се одржавао у Крагујевцу.
Ненад Станкић је стално запослен, од 2012. године као наставник математике у ОШ „Момчило Настасијевић“ у Горњем Милановцу. Од 2002. до 2012. године радио је у ОШ „Таковски устанак“ из Такова.

## Приватни живот
Ожењен је Душицом Станкић, проф.разредне наставе, имају кћерку Теодору.